# مخطط رسمي
الرسم التخطيطي أو المخطط الرسمي هو تمثيل لعناصر النظام باستخدام الرموز المجردة والرسمية بدلا من الصور الحقيقية. لا يشمل المخطط في الغالب التفاصيل التي لا صلة لها بالمعلومات الأساسية المراد رسمها لكن في بعض الحالات يتم تضمين بعضا من تلك العناصر لتسهيل فهم المعنى الأساسي.
على سبيل المثال، خريطة المترو يتم تمثيل المحطات على شكل نقاط بدلا من وضع صورتها الحقيقية لضمان وصول المعلومة دون أي فوضى مرئية غير ضرورية. تظهر أيضا الرسوم التخطيطية في العمليات الكيميائية وخطوط الإنتاج بداية من تمثيل السفن والأنابيب مرورا بالصمامات والمضخات الي أصغر معدات النظام، مع التشديد على إظهار وظائف العناصر الفردية وكيفية الربط بينهما وإهمال التفاصيل المادية الخاصة بهم. أما في حالة الرسم التخطيطي للدوائر الإلكترونية فلا يهتم مهندسي التصميم بإظهار الدائرة كما تظهر في الواقع وإنما بشرح كيفية عمل الدائرة.

## النماذج
|  | - خريطة عبور، وهي خريطة تخطيطية (بمعنى أنها غير مرسومة على نطاق، وتكون المحطات متساوية، ويتم رسم الخطوط بزاوية 45 و 90 درجة) - خريطة الكثافة السكانية - مخطط رسمي للهندسة الكيميائية - دائرة كهربائية لمنطق ترانزستور ترانزستور يوضح حالة الآلة. - مخطط رسمي لنظام دفع سيارة - مخطط ثلاثي الأبعاد لرسم هندسي |

يجمع الرسم شبه التخطيطي الرسم التخطيطي مع عناصر أخرى معروضة بأكثر واقعية قدر الإمكان كحل وسط بين المخطط التخطيطي البحت (مترو واشنطن على سبيل المثال) والتمثيل الواقعي الحصري (العرض الجوي لمدينة واشنطن).

## الهندسة الكهربية والإلكترونية

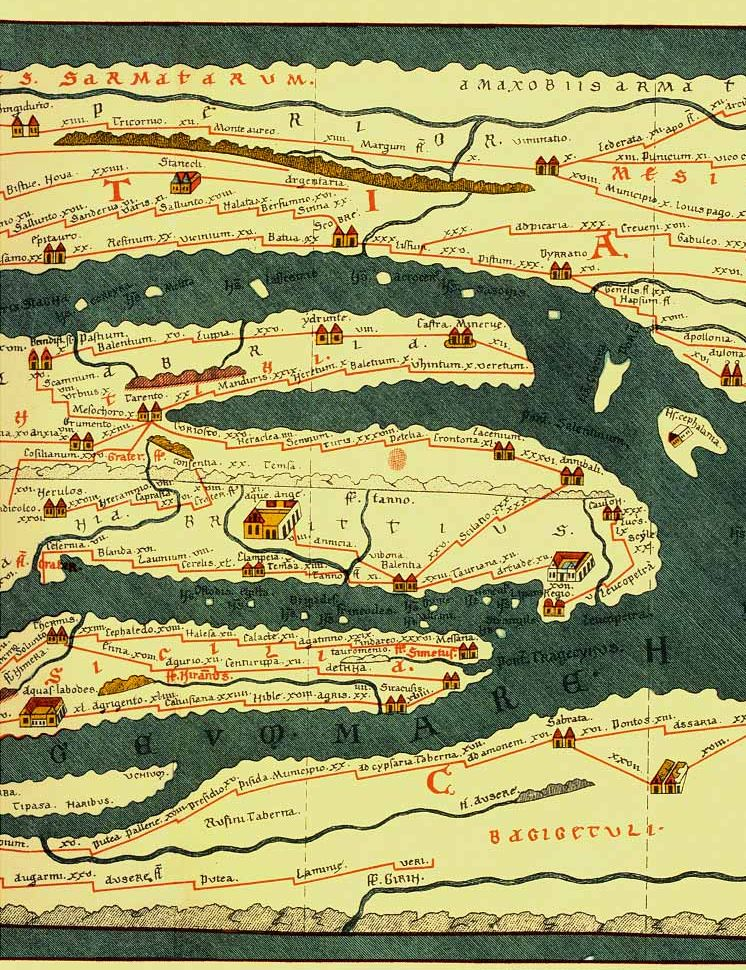
اللوحة البويتينغرية، تظهر الطرق تظهر كتمثيلات مجردة

في الهندسة الكهربية والإلكترونية، غالبا ما يتم استخدام الرسم التخطيطي لتوصيف تصميم المعدات للاستخدام في صيانه وإصلاح الأنظمة الإلكترونية والكهروميكانيكية. في السابق، كانت المخططات الأصلية مرسومه يدويا أو باستخدام قوالب موحدة أو رموز لاصقة مطبوعة مسبقًا، أما الآن يتم استخدام برامج أتمتة التصميم الإلكتروني مثل الأوتوكاد أو سوليد ووركس.
حتى ثمانينيات القرن الماضي، كان الهدف الوحيد في أتمتة التصميم الإلكتروني هو التمثيل الرسمي للدوائر، لكن مع التقدم التكنولوجي الهائل وتعقد الدوائر الإلكترونية كان لا بد من إيجاد لغة لتوصيف الأجهزة الرقمية الحديثة كما هو الحال في برنامجي الأوتوكاد وبرامج أتمتة التصميم الإلكتروني وغيرهم حيث تجاوزت أدواتهم طرق الرسم البسيط للدوائر واتجهت إلى رسم الأجهزة كاملة والنظام بمعايير عالمية كالمعيار الأمريكي أو معيار الدولة المصمم بها.
في تصميم أنظمة الطاقة الكهربائية، يتم استخدام رسم تخطيطي يسمى مخطط أحادي الخط بشكل متكرر لتمثيل المحطات الفرعية أو أنظمة التوزيع أو حتى شبكات الطاقة الكهربائية بالكامل. تعمل هذه المخططات على تبسيط وضغط التفاصيل التي تتكرر في كل مرحلة من مراحل نظام ثلاثي الأطوار، مع إظهار عنصر واحد فقط بدلاً من ثلاثة. غالبًا ما تحتوي المخططات الكهربائية الخاصة بالمفاتيح الكهربائية على وظائف شائعة للجهاز تحددها أرقام الوظائف القياسية.

## الاستخدام في الصيانة
تُستخدم المخططات التخطيطية على نطاق واسع في كتيبات الإصلاح لمساعدة الفنيين أو المهندسين على فهم الترابط بين الأجزاء، ولتقديم تعليمات بيانية للمساعدة في تفكيك التجميعات الميكانيكية وإعادة بنائها. تكرس العديد من كتيبات صيانة السيارات والدراجات النارية عددًا كبيرًا من الصفحات للمخططات التخطيطية.